# Aetion (beeldhouwer)
Aetion van Amphipolis  (Oudgrieks: Ἀετίων) was een oud-Grieks beeldhouwer, die in opdracht van de beroemde arts Nicias van Milete een cederhouten beeld van Asklepios maakte. Hij is bekend uit de geschriften van Callimachus en Theocritus. Hij kende zijn hoogtepunt in het midden van de 3e eeuw v.Chr.
Er was ook nog een andere beeldhouwer genaamd Aetion, maar wanneer deze leefde is niet geweten.

## Antieke bronnen
- Callimachus, Anth. Gr. IX 336.
- Theocritus, Epigr. VII.

## Referentie
- W. Smith, art. Aetion (2), in W. Smith, A dictionary of Greek and Roman biography and mythology, Londen, 1873, p. 52.

## Verder lezen (verouderd)
- K.O. Müller, Arch. der Kunst, p. 151.